# Rio Novo (vattendrag i Brasilien, Rondônia, lat -11,25, long -64,92)
Rio Novo är ett vattendrag i Brasilien.   Det ligger i delstaten Rondônia, i den västra delen av landet, 1 900 km väster om huvudstaden Brasília.
I omgivningarna runt Rio Novo växer i huvudsak städsegrön lövskog. Trakten runt Rio Novo är nära nog obefolkad, med mindre än två invånare per kvadratkilometer.